# Freccia Vallone femminile 2002
La Freccia Vallone femminile 2002, quinta edizione della corsa e valida come quarta prova della Coppa del mondo di ciclismo su strada femminile 2003, si svolse il 17 aprile 2002 su un percorso di 93 km, con partenza da Huy e arrivo al Muro di Huy, in Belgio.  
La vittoria fu appannaggio dell'italiana Fabiana Luperini, la quale completò il percorso in 2h33'15", alla media di 36,411 km/h, precedendo la canadese Lyne Bessette e la svizzera Priska Doppmann.
Sul traguardo del muro di Huy 90 cicliste, su 148 partite da Huy, portarono a termine la competizione.

## Percorso
L'edizione 2002, contò la presenza di 6 muri: il più lungo fu la Côte de Bohissau, mentre il più duro, fu quello conclusivo di Huy.

### Muri
| Numero | Nome             | Chilometro | Lunghezza (m) | Pendenza media (%) |
| ------ | ---------------- | ---------- | ------------- | ------------------ |
| 1      | Côte de France   | 13,5       | 2500          | 6,1                |
| 2      | Côte de Pailhe   | 37,5       | 1000          | 5,3                |
| 3      | Côte de Coutisse | 55,5       | 1400          | 6,4                |
| 4      | Côte de Bohissau | 65,7       | 3400          | 7,6                |
| 5      | Côte de Ahin     | 82,5       | 2400          | 6,4                |
| 6      | Muro di Huy      | 93         | 1300          | 9,3                |

## Ordine d'arrivo (Top 10)
| Pos. | Corridore          | Squadra             | Tempo    |
| ---- | ------------------ | ------------------- | -------- |
| 1    | Fabiana Luperini   | Edil Savino         | 2h33'15" |
| 2    | Lyne Bessette      | Saturn Women        | a 12"    |
| 3    | Priska Doppmann    | Sel. Svizzera       | s.t.     |
| 4    | Mirjam Melchers    | Farm Frites-Hartol  | s.t.     |
| 5    | Nicole Cooke       | Deia-Pragma-Colnago | s.t.     |
| 6    | Edita Pučinskaitė  | Figurella           | a 23"    |
| 7    | Caroline Alexander | Sel. Gran Bretagna  | a 27"    |
| 8    | Regina Schleicher  | SC Michela Fanini   | s.t.     |
| 9    | Simona Parente     | Edil Savino         | s.t.     |
| 10   | Aline Camboulives  | Sel. Francia        | s.t.     |